# Delroy James
Delroy Adam James (Berbice, 4 de mayo de 1987) es un jugador de baloncesto guayanés con pasaporte estadounidense que pertenece a la plantilla del Promitheas Patras B.C. de la A1 Ethniki. Con 2,03 metros de estatura, juega en la posición de ala-pívot. Es hermano del también baloncestista profesional Shawn James.

## Trayectoria deportiva

### Universidad
Jugó cuatro temporadas con los Rams de la Universidad de Rhode Island, en las que promedió 11,9 puntos, 5,7 rebotes, 1,8 asistencias y 1,2 robos de balón por partido. En 2009 fue elegido mejor sexto hombre de la Atlantic Ten Conference, en 2010 incluido en el tercer mejor quinteto de la conferencia y en 2011 en el segundo.

### Profesional
Tras no ser elegido en el Draft de la NBA de 2011, en el mes de julio firmó su primer contrato profesional con el Bnei Hasharon de la liga israelí. Pero tras diez partidos, en los que promedió 16,1 puntos y 7,7 rebotes por partido, llegó a un acuerdo para rescindir su contrato en enero de 2012. Regresó a su país, donde jugó un partido con los Jersey G-Force de la IBL, firmando posteriormente para el resto de la temporada por los Tulsa 66ers de la NBA D-League, donde acabó promediando 8,8 puntos y 4,8 rebotes por partido saliendo desde el banquillo.
En julio de 2012 jugó las Ligas de Verano de la NBA con los Atlanta Hawks, disputando cuatro partidos en los que promedió 2,3 puntos. En agosto firmó contrato por una temporada con el Basket Ferentino de la LegaDue italiana, Disputó 28 partidos, todos como titular, en los que promedió 16,2 puntos y 6,1 rebotes. Disputó el All-Star Game de la competición, siendo elegido mejor jugador del partido, tras conseguir 29 puntos.
En agosto de 2013 firmó contrato por un año con el New Basket Brindisi de la Serie A italiana, donde acabó su primera temporada promediando 11,5 puntos y 7,7 rebotes, ganándose su renovación por un año, mientras que al año siguiente consiguió 10,0 puntos y 7,0 rebotes por partido.
En agosto de 2015 cambió de liga para fichar por el Enisey Krasnoyarsk ruso de la VTB United League. Jugó una temporada en la que promedió 13,4 puntos y 7,0 rebotes por partido. En agosto de 2016 regresó a Italia para fichar por el Pallacanestro Reggiana de la Serie A, pero en el mes de enero de 2017 dejó el equipo para fichar por el Best Balıkesir B.K. de la Superliga Turca.
El 9 de agosto de 2017 fichó por el AEK Atenas B.C. de la A1 Ethniki griega en el que jugaría durante la temporada 2017-18. En esa temporada con el conjunto griego ganó la Liga de Campeones FIBA.
La temporada siguiente se marcharía al Royal Hali Gaziantep turco, pero volvería al conjunto griego del AEK Atenas B.C. a final de temporada.
En verano de 2019 se marcha a Corea para jugar en las filas del Seul Samsung Thunder de la liga coreana, donde promedia 7,5 puntos y 4,2 rebotes por encuentro.
En febrero de 2020, se incorpora a las filas del UCAM Murcia CB de la Liga Endesa hasta el final de la temporada.
El 9 de septiembre de 2020 fichó por el Promitheas Patras B.C. de la A1 Ethniki griega.